# Heinrich Ritthausen
Karl Heinrich Leopold Ritthausen, född 13 januari 1826 i Armenruh vid Goldberg (Schlesien), död 16 oktober 1912 i Berlin, var en tysk lantbrukskemist.
Ritthausen var verksam som praktisk lantbrukskemist i Möckern vid Leipzig och i Saarau i Schlesien och blev 1858 professor i kemi vid lantbruksavdelningen av universitetet i Königsberg. Han inlade stor förtjänst om växtkemin genom sina utförliga undersökningar över sädesslagens gluten och växtrikets andra proteiner. Av hans verk kan nämnas Die Eiweisskörper der Getreidearten, Hülsenfrüchte und Oelsamen (1872).